# Melanconis alni
Melanconis alni är en svampart som beskrevs av Tul. & C. Tul. 1863. Melanconis alni ingår i släktet Melanconis och familjen Melanconidaceae.  Arten är reproducerande i Sverige. Inga underarter finns listade i Catalogue of Life.